# 十分財經資訊
《十分財經資訊》（英語：10 Minute Financial News），是由亞洲電視製作的財經節目，並以普通話廣播。

## 播映時段
| 頻道   | 國家 | 首播日期       | 結束日期      | 首播時間                  | 重播時間                                   |
| 亞洲台 | 香港 | 2015年9月28日  | 2016年2月19日 | 星期一至五17:45-18:00     | 星期一至五19:50-20:00星期二至六00:00-00:10 |
| 亞洲台 | 香港 | 2015年10月12日 | 2016年2月19日 | 星期一、三、五19:50-20:00 | 星期二、四、六00:00-00:10                  |
| 亞洲台 | 香港 | 2016年1月11日  | 2016年2月19日 | 星期一至五19:50-20:00     | 星期二至六00:00-00:10                      |
| 本港台 | 香港 | 2015年2月1日   | 2016年2月19日 | 星期一至五08:30-08:45     |                                            |

## 歷史
- 2015年9月28日起，本節目於逢星期一至五17:45-18:00於亞洲台播出，當日19:50-20:00、翌日00:00-00:10、03:50-04:00於亞洲台重播。
- 2015年10月12日起，本節目改為星期一、三、五19:50-20:00於亞洲台播出，星期一08:30-08:45、12:30-12:45、星期二、四00:00-00:10、03:50-04:00、08:30-08:45、12:30-12:45、19:50-20:00、星期三、五00:00-00:10、03:50-04:00、08:30-08:45、12:30-12:45、星期六00:00-00:10、03:50-04:00、19:45-20:00、星期日19:45-20:00於亞洲台重播
- 2016年1月11日起，本節目改為星期一至五19:50-20:00於亞洲台播映，星期一08:30-08:45、12:30-12:45、星期二至五00:00-00:10、04:20-04:30、08:30-08:45、12:30-12:45、星期六00:00-00:10、04:20-04:30、19:45-20:00、星期日19:45-20:00於亞洲台重播。
- 2016年1月4日起，本節目改用翻新色調的《國際財經視野》錄影廠，以真實布景取代一直採用的虛擬布景。
- 2016年2月1日起，本節目新增開始播映，星期一至五08:30-08:45於本港台播映。
- 2016年2月15日，本節目製作最後一集。

## 主持
- 孫懿琳
- 朱博
- 凌子
- 陳奕璉
- 吳侃駿

## 資料來源
1. ↑  .   [2016-01-30]. （原始内容存档于2015-09-25）.
2. ↑  .   [2016-01-30]. （原始内容存档于2016-02-20）.
3. ↑  .   [2016-01-30]. （原始内容存档于2016-03-04）.
4. ↑  .   [2016-02-02]. （原始内容存档于2015-09-25）.
5. ↑  .   [2016-01-30]. （原始内容存档于2015-09-25）.
6. ↑  https://www.youtube.com/watch?v=QDX2gqVmSaM
7. ↑  https://www.youtube.com/watch?v=sMEohGl9GGE
8. ↑  http://hkatv.com/zh-hk/video/27787/%E5%8D%81%E5%88%86%E8%B2%A1%E7%B6%93%E8%B3%87%E8%A8%8A%5B%5D
9. ↑  http://hk.apple.nextmedia.com/enews/realtime/20151017/54324752